# Economia exponencial

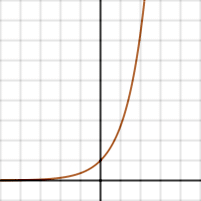
Creixement exponencial

L'economia exponencial és l'economia que es basa en el poder acumulatiu dels successius descobriments o desenvolupaments. Inclou les parts de l'economia que evolucionen seguint taxes de creixement exponencial, com els ordinadors, les xarxes o els continguts digitals entre d'altres. Comporta un ritme de canvi molt ràpid, amb un cicle de vida de producte cada vegada més curt i les seves conseqüències mediambientals, i una exigència d'innovacions cada cop més freqüents. El concepte d'economia exponencial s'atribueix a Curtis R. Carlson.
Amb la globalització i l'economia del coneixement tenen lloc activitats econòmiques que creixen de manera exponencial. No és fàcil entendre els mecanismes que actuen en aquestes activitats però se sap que els processos exponencials de la nova economia poden arribar en pocs anys a proporcions impensables en l'inici, cosa que la relaciona amb el concepte de sostenibilitat.

## Faula del rei de Shirham
La coneguda faula del rei de Shirham il·lustra sobre el poder de les funcions exponencials a l'economia:

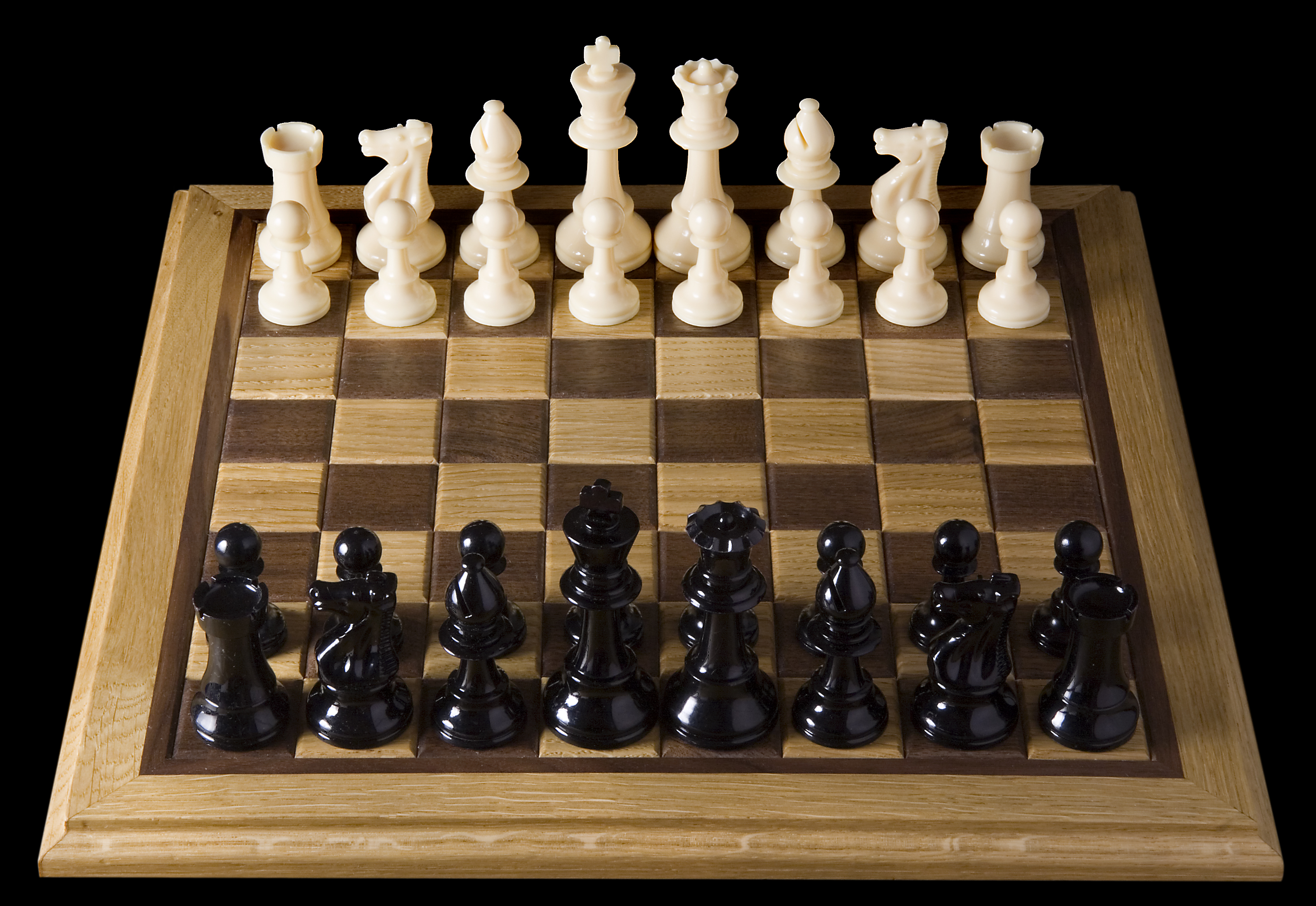
Tauler d'escacs

Una vegada hi havia un rei que s'avorria i va convocar un concurs per veure qui podia inventar un nou joc. Es presentaren molts ciutadans del regne fins que un va inventar el joc dels escacs. El rei agraït li va preguntar quin premi desitjava. El ciutadà inventor li contestà que li donés tant de blat com resultés a raó d'un gra a la primera casella, dos a la segona, quatre a la tercera, i així fins a la darrera, multiplicant per dos el nombre de grans per cada nova casella.
Es tractava, doncs, de doblar el nombre de grans per cada nova casella fins a arribar a la número seixanta-quatre. Semblava una petició raonable i, fins a cert punt, sorprenent. Aparentment podria haver demanat coses de més valor. Però resulta que el ciutadà inventor coneixia el poder de les funcions exponencials i el rei no. Fins que al final es van adonar que el nombre dos elevat a la potència seixanta-tres, que eren els grans a col·locar només a la darrera casella eren més de nou trilions de grans, una xifra molt superior a la producció de tot el regne i, probablement, de tota la Terra. Algunes versions de la llegenda acaben dient que el rei se sentí enganyat i va fer tallar el coll a l'inventor. Una cosa és jugar amb les matemàtiques, i una altra, amb el poder.

## Llei de Moore
Un clar exemple de la nova economia exponencial l'observem en el sector de les computadores amb l'anomenada llei de Moore, que diu que la capacitat dels ordinadors es multiplica per dos cada any i mig.